# Herrschaft Wiesentheid
Die Herrschaft Wiesentheid (auch Grafschaft Wiesentheid) war eine reichsständische Herrschaft im Fränkischen Reichskreis. Sie bestand von 1681 bis zur Auflösung 1806. Zuletzt umfasste sie etwa 1.600 Einwohner, die sich auf drei geschlossene Ortschaften und mehrere Kondominatsorte verteilten. Zwei Adelsgeschlechter, die Grafen von Dernbach und die Grafen von Schönborn hatten im Laufe der Zeit die Herrschaft über das Gebiet inne.

## Geschichte

### Gründung und Etablierung (bis 1697)
Die Herrschaft Wiesentheid geht auf das Engagement des Würzburger und Bamberger Fürstbischofs Peter Philipp von Dernbach zurück. Im Holländischen Krieg unterstützte Dernbach Kaiser Leopold I. gegen die angreifenden Franzosen. Er beteiligte sich bei der  Belagerung von Philippsburg im Jahre 1676 und eroberte die wichtige Festung für das Heilige Römische Reich zurück. Leopold I. plante daraufhin, dem Prälaten für seine Dienste zu danken, und erhob Dernbach zusammen mit dessen Neffen Johann Otto und Philipp Wilhelm in den Reichsgrafenstand.
Zusätzlich plante man, der Familie von Dernbach landesherrliche Macht zu verleihen. Fürstbischof Peter Philipp begann in den Jahren 1677 bis 1680, die fehlenden Anteile des Dorfes Wiesentheid für seine Familie zu erwerben. Zusätzlich etablierte Johann Otto, der die Witwe des letzten Fuchs von Dornheim zu Wiesentheid geheiratet hatte, die zusammengelegten Güter beider Familien als Grundlage für die zu gründende Grafschaft. Außerdem kaufte man einzelne Untertanen von anderen Grundherren ab.
Am 2. Dezember 1680 teilte Kaiser Leopold dem Kreisamt des Fränkischen Reichskreises seine Absicht mit, die bisher ritterschaftlichen Güter zum Reichsstand zu erheben. Die offizielle Aufnahme der Herrschaft Wiesentheid erfolgte auf dem Kreistag in Würzburg im August des Jahres 1681. Erst 1688 erfolgte allerdings die Herausnahme der Herrschaft aus dem Ritterkanton Steigerwald. Die Herrschaft Wiesentheid erhielt eine Kuriatstimme auf dem ständigen Reichstag in Regensburg und musste eine geringe Anzahl an Soldaten für die Reichsmatrikel stellen.
Um die junge Herrschaft zu etablieren, ließ der erste regierende Graf, Johann Otto von Dernbach, bereits im Jahr 1681 eine Regierungskanzlei für Wiesentheid errichten. Zusätzlich erhielt 1682 die neue Residenz, Wiesentheid, das Marktrecht. Außerdem führte Johann Otto eine Gerichtsordnung ein, und 1685 erhielt Wiesentheid eine Marktordnung. Nach drei Ehen, die allerdings keinen männlichen Erben hervorgebracht hatten, starb Graf Johann Otto von Dernbach am 29. Mai 1697. Als Erbin war seine dritte Ehefrau Maria Eleonore vorgesehen.

### Besetzung und Rückgewinnung (bis 1704)
Als die Krankheit des Johann Otto im Jahr 1696 bereits weit vorangeschritten war, ließ er seine dritte Frau zur regierenden Gräfin proklamieren. Im Testament des Jahres 1697 wurde diese Absicht erneut bekräftigt. Der Würzburger Bischof Johann Gottfried von Guttenberg erkannte die neue Herrscherin jedoch nicht an und besetzte nach dem Tod des Grafen Wiesentheid, insbesondere das Schloss und die gräfliche Kanzlei.
Daraufhin appellierte der Bamberger Fürstbischof Lothar Franz von Schönborn an Kaiser Leopold, die eben neu eingerichtete Herrschaft wiederherzustellen. Am 21. Juli 1697 ernannte der Kaiser Christian Ernst zu Brandenburg-Bayreuth zum kaiserlichen Kommissar. Ein eingesetzter Subdelegierter, wohl Andreas Presson, sollte die unterschiedlichen Parteien zu einem Kompromiss bewegen. Der Subdelegierte reiste jedoch am 12. Januar 1698 ab, ohne eine Einigung verkünden zu können.
Neue Verhandlungen wurden am kaiserlichen Hof in Wien angesetzt. Vor dem Reichshofrat verhandelte man erneut über den Verbleib der Herrschaft Wiesentheid. Doch erst nach dem Tod des Würzburger Bischofs von Guttenberg und der Wahl seines Nachfolgers, Johann Philipp von Greiffenclau zu Vollraths, kam es 1699 zu einem Durchbruch. Am 12. Februar 1701 schloss man einen Vertrag: Die Herrschaft verlor einige Territorien an das Hochstift, konnte jedoch ihren Reichsstand waren.
Fortan herrschte Maria Eleonore von Dernbach, die Witwe des ersten Grafen. Am 14. November 1701 heiratete sie den Politiker und Diplomaten Rudolf Franz Erwein von Schönborn, der fortan mit ihr die Herrschaft über die Grafschaft übernahm. Am 26. Juli 1704 überschrieb Maria Eleonore die Herrschaft auch offiziell auf ihren Gatten.

### Die Grafen von Schönborn (bis 1806)

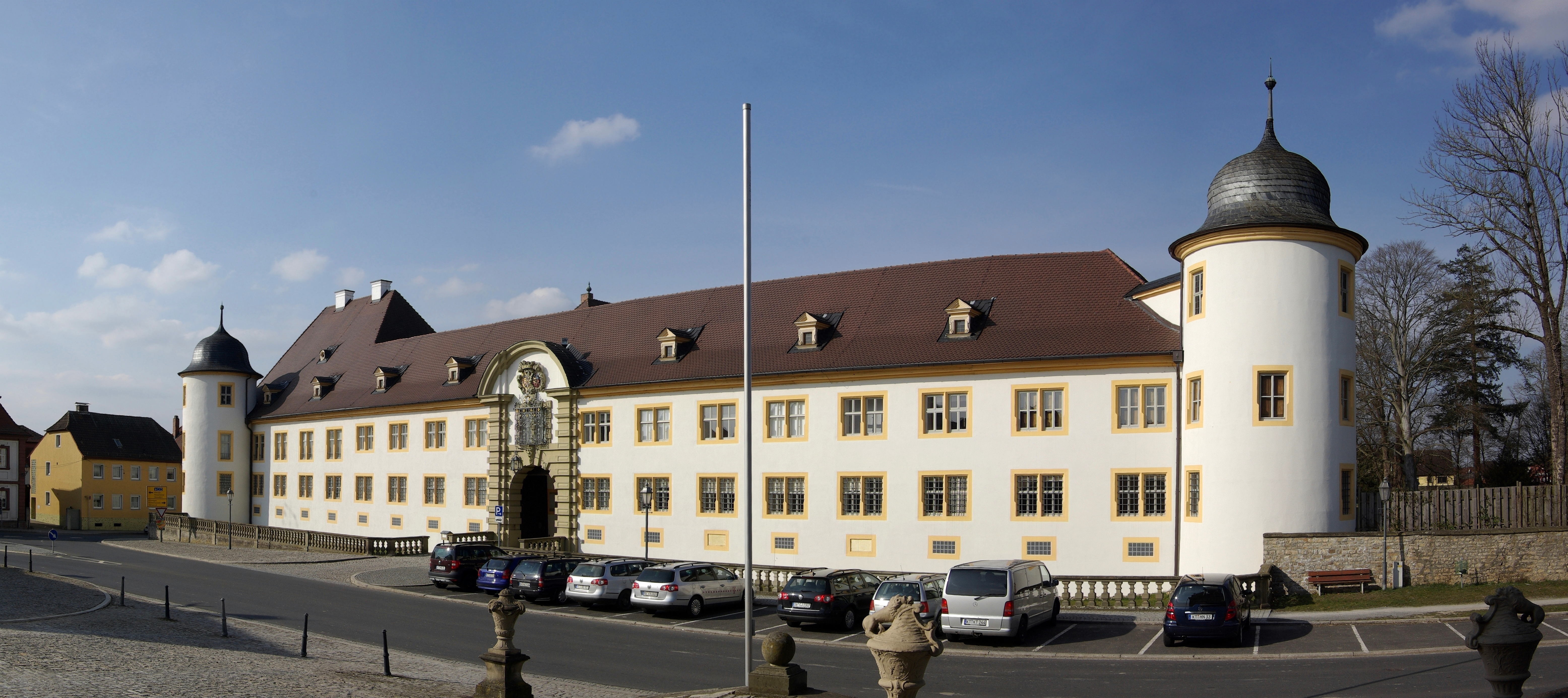
Schloss Wiesentheid, seit 1701 im Besitz der Grafen Schönborn, zur Residenz ausgebaut durch Rudolf Franz Erwein von Schönborn

Als eine wichtige Errungenschaft führte Rudolf Franz Erwein von Schönborn 1714 die Zentgerichtsbarkeit wieder nach Wiesentheid zurück; während der Besetzung durch Würzburg war sie vom hochstiftischen Amt Kitzingen beansprucht worden. Im gleichen Jahr erwarb Rudolf Franz Erwein auch Lehen von den Grafen zu Castell, Johann Friedrich zu Castell-Rüdenhausen und Karl Friedrich Gottlieb zu Castell-Remlingen. Zusätzlich erließ er viele Verordnungen für seine Herrschaft.
Rudolf Franz Erwein starb am 22. September 1754 und sein Sohn Joseph Franz Bonaventura übernahm die Herrschaft über die Wiesentheider Territorien. Er hatte als Vizedom im mainzischen Vizedomamt Aschaffenburg bereits Erfahrung gesammelt. Während seiner Herrschaft tobte der Siebenjährige Krieg und der Wiesentheider Pfarrer wurde im Jahr 1759 als Geisel fortgeführt. Joseph Franz Bonaventura veranlasste einige Verordnungen im Sinne der Aufklärung; so geht eine Schulordnung auf ihn zurück, und 1770 führte er Verbesserungen im Gesundheitswesen ein.
Dritter regierender Graf aus dem Hause Schönborn war der Sohn des Joseph Franz, Hugo Damian Erwein. Er gründete viele Stiftungen in der Herrschaft und förderte den Straßenbau. 1779 entstand eine umfassende Polizeiordnung.
1806 war die kurze Geschichte der reichsunmittelbaren Herrschaft Wiesentheid durch die Rheinbundakte zu Ende. Am 18. September 1806 besetzten bayerische Truppen die Residenz Wiesentheid, und am 30. September desselben Jahres wurde die Regierungsgewalt an das Königreich übergeben.
Die Grafen von Schönborn waren fortan nur noch Standesherren im Königreich Bayern, behielten allerdings bis zum Revolutionsjahr 1848 einige der ehemaligen Rechte, wie die niedere Gerichtsbarkeit in Form des Herrschaftsgerichts Wiesentheid.

## Territorien
Die Gebiete, die zur Herrschaft Wiesentheid gehörten, waren im Laufe der Jahrhunderte einigen Veränderungen unterworfen. Nach dem Kompromiss mit den Würzburger Fürstbischöfen verlor die Grafschaft mehrere Dörfer. Unter Rudolf Franz Erwein von Schönborn erwarb man einige Lehen für die Grafschaft hinzu.
- 1681: Atzhausen, Breitensee (bis 1686), Geesdorf, Järkendorf, Kirchschönbach, Mühlbach (bis 1686), Wiesentheid + Wald Obersambach, Schwarzenau, Abtswind (Kondominate)
- 1690: Atzhausen, Geesdorf, Järkendorf (bis 1701), Wiesentheid + Wald Obersambach, Schwarzenau (bis 1697), Abtswind (bis 1701)
- 1805: Atzhausen, Geesdorf, Wiesentheid + Wald Obersambach

## Landesherren
Insgesamt herrschten fünf Landesherren über die reichsständische Herrschaft Wiesentheid. Zunächst übertrug Kaiser Leopold I. Johann Otto von Dernbach die neugegründete Herrschaft. Nach dessen Tod wurde sie testamentarisch an dessen dritte Frau Maria Eleonore übertragen. Diese Übergabe führte zur Besetzung durch die Würzburger. Erst nach der Hochzeit der Gräfin mit Rudolf Franz Erwein von Schönborn und die Übertragung der Herrschaft an diesen  kehrte wieder Ruhe ein. Danach herrschten drei Generationen aus dem Haus Schönborn.
| Name                                               | Regierungszeit | Lebensdaten | Bild                                                    |
| -------------------------------------------------- | -------------- | --- | ------------------------------------------------------- |
| Johann Otto von Dernbach                           | 1681–1697      | * 1658, kaiserlicher Kämmerer, Geheimer Rat, Würzburger Erbobermarschall, † 29. Mai 1697 in Graz                                 |                                                         |
| Maria Eleonore von Dernbach, geb. von Hatzfeld     | 1697–1704      | * 16. Februar 1680, 1. Eheschließung vor 3. April 1695, 2. Eheschließung am 14. November 1701, † 26. April 1718 in Wiesentheid   | Gräfin Maria Eleonore von Dernbach                      |
| Rudolf Franz Erwein von Schönborn                  | 1704–1754      | * 23. Oktober 1677 wohl in Mainz, kaiserlicher Geheimer Rat, Kommissar in Frankfurt am Main, † 22. September 1754 in Gaibach     | Graf Rudolf Franz Erwein von Schönborn                  |
| Joseph Franz Bonaventura von Schönborn-Wiesentheid | 1754–1772      | * 8. Juni 1708 in Mainz, kaiserlicher Geheimer Rat, Reichshofrat, Mainzer Vizedom in Aschaffenburg, † 25. Januar 1772            | Graf Joseph Franz Bonaventura von Schönborn-Wiesentheid |
| Hugo Damian Erwein von Schönborn-Wiesentheid       | 1772–1806      | * 27. Oktober 1738 in Aschaffenburg, k.u.k. Kämmerer, kaiserlicher Geheimer Rat, 1806 Rückzug nach Wien, † 29. März 1817 in Wien | Hugo Damian Erwein von Schönborn-Wiesentheid            |

## Direktoren der Regierungskanzlei
Insgesamt standen der gräflichen Regierungskanzlei vier Direktoren vor. Die Kanzlei hatte ihren Sitz im Schloss Wiesentheid und war bereits 1681 eingerichtet worden. Unter Johann Otto von Dernbach sind zwei Direktoren zu vermerken, der zweite, Johann Wilhelm Brenzer, führte seine Arbeit unter Maria Eleonore von Dernbach und dem ersten Grafen von Schönborn fort. Insgesamt sind lange Amtszeiten für die Kanzleidirektoren charakteristisch. Das Kabinett der Kanzleidirektoren bestand aus zwei, später fünf, Kanzleiräten.
| Name                    | Amtszeit  | Anmerkungen |
| ----------------------- | --------- | --- |
| Caspar Langavel         | 1688–1692 | Kanzleidirektor unter Johann Otto von Dernbach |
| Johann Wilhelm Brenzer  | 1693–1721 | Kanzleidirektor unter Johann Otto von Dernbach, Maria Eleonore von Dernbach und Rudolf Franz Erwein von Schönborn, Jur. Lic., ebenfalls Hofrat des Hochstiftes Bamberg |
| Johann Wilhelm Röthlein | 1721–1767 | Kanzleidirektor unter Rudolf Franz Erwein von Schönborn, * 1686, † 20. Februar 1767 in Wiesentheid                                                                     |
| Valentin Jörg           | 1767–1806 | Kanzleidirektor unter Rudolf Franz Erwein, Joseph Franz Bonaventura und Hugo Damian Erwein von Schönborn                                                               |